# Ящув
Ящув (Ящів, пол. Jaszczów) — село в Польщі, у гміні Мілеюв Ленчинського повіту Люблінського воєводства. Населення — 917 осіб (2011).

## Історія
Село згадується в акті першої половини XV століття, за яким земля в Ящові передавалася «священику руському і церкві».

## Демографія
Демографічна структура станом на 31 березня 2011 року:
|          | Загалом | Допрацездатний вік | Працездатний вік | Постпрацездатний вік |
| -------- | ------- | ------------------ | ---------------- | -------------------- |
| Чоловіки | 446     | 70                 | 325              | 51                   |
| Жінки    | 471     | 87                 | 262              | 122                  |
| Разом    | 917     | 157                | 587              | 173                  |